# Fortezza
Fortezza (italiensk) eller Franzensfeste (tysk) en by samt en kommune i Sydtyrol (it.: Trentino-Alto Adige) nord for Bressanone. Endvidere er det navnet på byens fæstning. Franzensfeste ligger ved floden Isarco (ty.: Eisack) ved indgangen til Pustertal. Kommunen regnes dog som den sydligste i Wipptal og dalen nedenfor Franzensfeste omtales derfor som Eisacktal og ikke som Wipptal.
Fæstningen, der er opkaldt efter Franz I., blev påbegyndt i 1833, men blev aldrig bygget færdig. Den var ment til at bevogte det strategisk vigtige krydsningspunkt mellem nord-syd-forbindelsen mellem Innsbruck og Bolzano via Brennerpasset samt østforbindelsen via Pustertal og Østtyrol til Kärnten, Steiermark og Wien.
Kommunen har omkring 1.000 indbyggere, hvoraf 58 % taler tysk og 41 % taler italiensk.